# Megálos Prínos
Megálos Prínos, en grec moderne : Μεγάλος Πρίνος, également appelé Megálo Kazavíti (Μεγάλο Καζαβίτι), est un village sur l'île de Thasos, en Macédoine-Orientale-et-Thrace, Grèce.
Selon le recensement de 2011, la population du village compte 26 habitants.